# Pterostoma pontica
Pterostoma pontica är en fjärilsart som beskrevs av Otto Staudinger 1901. Pterostoma pontica ingår i släktet Pterostoma och familjen tandspinnare. Inga underarter finns listade.